# لجنة المالية والتخطيط والتنمية (تونس)
لجنة المالية والتخطيط والتنمية هي إحدى اللجان القارة التسعة لمجلس نواب الشعب التونسي.

منذ 27 فبراير 2015 (المجلس الأول) يترأس هذه اللجنة أحد أعضاء المعارضة، وتم التوافق في مجلس نواب الشعب التونسي الأول أن يتداول على رئاستها بشكل سنوي بين المنجي الرحوي ثم إياد الدهماني.

## المهام
تختص لجنة التشريع العام بالنظر في المشاريع والمقترحات والمسائل المتعلقة ب:
- النظم القضائية.
- القوانين المدنية والتجارية والجزائية.
- نظام الملكية والحقوق العينية.

وتنظر في كل مشاريع ومقترحات القوانين التي لا تدخل في اختصاص لجنة قارة تشريعية أخرى.

## رؤساء اللجنة
| الرئيس                           | الكتلة | الكتلة                        | العهدة         | العهدة        | الهيئة التشريعية               |
| -------------------------------- | ------ | ----------------------------- | -------------- | ------------- | ------------------------------ |
| منوار خميلة                      |        | التجمع الدستوري الديمقراطي    | 11 نوفمبر 2009 | 9 فبراير 2011 | مجلس النواب التونسي الثاني عشر |
| الفرجاني دغمان                   |        | حركة النهضة                   | 13 فبراير 2012 | 2 ديسمبر 2014 | المجلس الوطني التأسيسي التونسي |
| المنجي الرحوي (2015, 2017, 2019) |        | الجبهة الشعبية                | 27 فبراير 2015 | الآن          | مجلس نواب الشعب التونسي الأول  |
| إياد الدهماني (2016, 2018)       |        | الكتلة الإجتماعية الديمقراطية | 27 فبراير 2015 | الآن          | مجلس نواب الشعب التونسي الأول  |

## مكتب اللجنة

### 2011 - 2014
تتكون هذه اللجنة من 21 عضوا.
| المنصب          | الاسم            | الكتلة | الكتلة             | الدائرة الانتخابية |
| --------------- | ---------------- | ------ | ------------------ | ------------------ |
| الرئيس          | الفرجاني دغمان   |        | حركة النهضة        | أريانة             |
| نائب الرئيس     | المنصف شيخ روحه  |        | التحالف الديمقراطي | تونس الأولى        |
| المقرر          | لبنى الجريبي     |        | التكتل             | تونس الثانية       |
| مقرر مساعد أول  | معز بالحاج رحومة |        | حركة النهضة        | نابل الأولى        |
| مقرر مساعد ثاني | المنجي الرحوي    |        | الكتلة الديمقراطية | جندوبة             |

### 2014 - حاليا
تتكون هذه اللجنة من 22 عضوا.
| المنصب          | الاسم                            | الكتلة | الكتلة                        | الدائرة الانتخابية |
| --------------- | -------------------------------- | ------ | ----------------------------- | ------------------ |
| الرئيس          | المنجي الرحوي (2015, 2017, 2019) |        | الجبهة الشعبية                | جندوبة             |
| الرئيس          | إياد الدهماني (2016, 2018)       |        | الكتلة الإجتماعية الديمقراطية | سليانة             |
| نائب الرئيس     | طارق فتيتي                       |        | الاتحاد الوطني الحر           | القيروان           |
| المقرر          | شكيب باني                        |        | نداء تونس                     | نابل الأولى        |
| مقرر مساعد أول  | الهادي بن ابراهم                 |        | حركة النهضة                   | المهدية            |
| مقرر مساعد ثاني | المنجي الرحوي                    |        | الجبهة الشعبية                | جندوبة             |

| المنصب          | الاسم                            | الكتلة | الكتلة                        | الدائرة الانتخابية |
| --------------- | -------------------------------- | ------ | ----------------------------- | ------------------ |
| الرئيس          | المنجي الرحوي (2015, 2017, 2019) |        | الجبهة الشعبية                | جندوبة             |
| الرئيس          | إياد الدهماني (2016, 2018)       |        | الكتلة الإجتماعية الديمقراطية | سليانة             |
| نائب الرئيس     |                                  |        |                               |                    |
| المقرر          | ألفة السكري                      |        | نداء تونس                     | بن عروس            |
| مقرر مساعد أول  | الهادي بن ابراهم                 |        | حركة النهضة                   | المهدية            |
| مقرر مساعد ثاني | محمد الفاضل بن عمران             |        | حركة نداء تونس                | قبلي               |

## روابط خارجية
- صفحة اللجنة على الموقع الرسمي لمجلس نواب الشعب.
- صفحة اللجنة لمجلس نواب الشعب على موقع مرصد التابع لمنظمة البوصلة.
- صفحة اللجنة للمجلس التأسيسي على موقع مرصد التابع لمنظمة البوصلة.